# Ljudmyla Naumenko
Ljudmyla Hryhorivna Naumenko (in ucraino Людмила Григорівна Науменко?; Pomokli, 30 giugno 1993) è una cestista ucraina.

## Carriera
Con l'Ucraina ha disputato due edizioni dei Campionati europei (2017, 2019).